# Хопурі
Хопурі (груз. ხოფური) — село в Грузії.
За даними перепису населення 2014 року в селі проживає 102 особа.